# スマトラ横断鉄道
スマトラ横断鉄道は、大日本帝国がアジア太平洋戦争中に占領したスマトラ島で建設した鉄道である。統一された呼称はなく、単に「ペカンバル鉄道」、「ペカンバル＝ムアロ鉄道」、起点と終点を逆にして「ムアロ＝ペカンバル鉄道」と呼ばれることもあるほか、「中部スマトラ横断鉄道」、「スマトラ鉄道」、「スマトラ中部鉄道」などとも呼ばれる。また、地名のペカンバルは史資料などで旧名のパカンバル (PakanbaroeまたはPakan Baroe)と表記されることが多い。
建設にはジャワ島などから甘言や嘘、時には脅しで駆り集められた奴隷労務者（ロームシャ）、そして連合国の戦争捕虜が多数使役され、膨大な犠牲者を出した。同じようなやり方で建築された泰緬鉄道にならい、「第二の泰緬鉄道」と呼ばれたり、「死の鉄道」と呼ばれることもある。この鉄道については、合意された名称がないことが象徴するように、同じように建設された泰麺鉄道に比べ、わかっていること、合意された史実が少ない。日本だけでなく、国際的にもほとんど認知されていない。資料を集めた博物館もなく、鉄道跡にモニュメントがいくつかあるだけで、現地でもその存在が知られているとはいいがたい。

## 建設の目的
日本軍はなぜスマトラ島に鉄道を建設したのか、そもそもの目的についてもはっきりと合意されているわけではない。
江澤誠は2018年に出版した『「大東亜共栄圏」と幻のスマトラ鉄道』（彩流社）の中で、いくつか目的はあったものの、この鉄道は主として「南方製鉄所への渇望」が根底にあったと主張する。この鉄道はスマトラで採掘される粘結炭をマレー半島に輸送することを目的に建築された。マレー半島にはスリメダンなどで鉄鉱石を産出したが、製鉄に必要な粘結炭はなく、一時は木炭を生産し、それを使う木炭製鉄所が操業していた。スマトラのサワルント／オンビリン（東南アジア「最古」の炭坑で2019年7月、UNESCO世界文化遺産に指定された）やテプイの粘結炭をシア川の川港、ペカンバルまで鉄道で輸送し、そこからマラッカ海峡を船でわたり、マレー半島に運ぶ、そして、そこで製鉄をやる。この鉄道はマレー半島における製鉄業の一環、送炭線として建設された。
スマトラ島占領から3か月後の1942年6月、桑原弥寿雄らと現地を視察し、鉄道建設の可能性を探った鉄道省出身の増永元也は戦後の著書で次のように回想している。
調査班の手でサワルントウ炭坑の東山麓ムアランプー地方に約8000カロリーもある粘結性石炭の鉱脈が発見されました。これは製鉄用コークスその他の原料として一日も早く採掘しなければならないということになり、わたしは現地を駆け巡って、一日も早く中部鉄道を東に延長するにはどうしたらよいかという問題で頭を悩ましていました。
また、戦後、復員庁第一復員局がまとめた『スマトラ軍政の概要』にもこの鉄道の建設目的が次のように記されている。
石炭は西海岸州「オンビリン」および「パレンバン」州に生産し、「スマトラ」の需要を充足せる外「ジャワ」及び馬来に輸出せり　尚「リオ」州に粘結炭埋蔵せられあるを開発し大いに製鉄事業を興さんと企図し右石炭搬出の為パカンバルームアロ間に鉄道（所謂「スマトラ」横断鉄道）を新設中終戦となれり。
このように石炭の輸送が主目的なようにも見えるが、この鉄道の目的は別なところにあったとする史料もある。特にオランダや英語圏（イギリス、オーストラリア、ニュージーランド、アメリカなど）、インドネシアの研究者の間では、日本軍の目的は占領した
スマトラ島の防衛にあり、連合軍の侵攻に備え、マレー半島の戦力を西海岸に素早く移動する。特に制空権・制海権を失ってからは、連合軍の攻撃の危険を冒し、海上輸送するのを避けるために建設された
とする理解が根強い。
また、終戦直後の混乱の中、収容された捕虜を救出するためにスマトラに送り込まれ、現地日本軍と折衝を重ね、各地の収容所を探し出し、捕虜や民間人抑留者の救出に尽力したRAPWI（Recovery of Allied Prisoners of War and Internees = 連合軍俘虜及び抑留者救援隊）のギデオン・フランソワ・ジェイコブズ (Gideon Francois Jacobs) 少佐は、戦後出版された手記で鉄道建設の目的をこう記述している。
（捕虜や労務者は）「山を越えジャングルを横切ってスマトラ島西部の鉄道網へ連結する鉄道を敷設するためにこのスマトラに連れてこられたのであった。
ノイマンの本は使役されている間に書き留めた日記、捕虜仲間の記憶その他の資料、そして戦後に行った現地踏査などをもとにまとめたものでこの鉄道に関する一次史料として高く評価されている。ジェイコブス英海兵隊少佐は終戦間際、捕虜や抑留者を解放し救出するためスマトラに入り、たくさんの捕虜を解放した。戦後は母国南アフリカで国会議員も務めた。二人の著作はこの鉄道の理解には不可欠なものだ。
果たして日本軍の意図はどこにあったのだろうか。鉄道を設計する上で、もっとも基本となる軌間が鍵を握っているのかもしれない。しかし、軌間についてもいまだに事実が判別していない。というか、識者、研究者の間で意見が分かれている。鉄道省派遣の軍属部隊、岡村隊の副官を務めた奈須川丈夫は戦後の回想で軌間は「既設線と同じく1.067米」と書く。既設線とはオランダ植民政府の鉄道局が敷設した鉄道でこの軌間は1,067ミリメートル (mm) だった（「日本侵略以前の鉄道状況」参照）。43年春ごろに書かれた25軍の軍政年鑑に載る「横断鉄道計画」には軌間が1,067mmと書かれている。
前述のノイマンは著書の中で軌間は1,067 mmだったとはっきり書いている。彼がどのような経過で軌間を知り得たのか、実際に作業の中で知ったのか、それとも戦後、元捕虜などとの交流の中で知ったのか、わからない。また、鉄道建設に使役された捕虜、レイモンド・スミス（Raymond Smith）は使った軌間定規が1,067mm用のものだったと書き残した 。これらの捕虜たちの証言なのか、オランダや英語圏、インドネシアでは横断鉄道の軌間は既設の線と同じ1,067 mmだと信じられている。しかし、研究者や識者になぜ1,067 mmだと信じるのか、その根拠を尋ねると、誰もそれを実際に測ったわけではないことがわかる。
ジェイコブズの言葉のように、島の東岸（ペカンバル）と西岸（パダン）を「連結」することが目的ならば、日本軍はすでに西海岸へつながる既存の路線と同じ軌間にしたはずだ。兵站や兵力を東から西に「素早く移動する」ことが目的ならば、軌間を同一にして列車の直通を計ったのではないだろうか。もし、異なる軌間の線路を作れば、既存の路線の終点であるムアロで物資の積み替え、兵士の乗り換えをしなければならなくなる。積み替え、乗り換えをするムアロは連合軍の空襲の格好の標的になったことだろう。制空権・制海権を失いつつある時勢に、より安全な輸送路としてこの鉄道が作られたならば、無用な危険は避けたのではなかろうか。
ところが、軌間は1,000 mmだったという記述も少なくない。奈須川と同じく、国鉄から派遣され建設に関わった軍属、河合秀夫は設計にあたった当時を回想し、「線路はメーターゲージなので内地の鉄道企画（規格？）を使えるのが何より有難かった」と書く。「内地の規格」というのは傾斜や曲半径を決めたもので、横断鉄道はいわゆる丙線規格に準じた。河合は下記の鉄道連隊の兵隊のように泰緬やクラ鉄道は経験していないので、それらと混同した可能性はないだろう。
他にも現場で作業をした鉄道第九連隊第四大隊材料廠の岩崎健児大尉（筆名は岩井健）は著作『C56南方戦場を行くーある鉄道隊長の記録』で、スマトラ横断鉄道がマレー半島の鉄道、泰麺鉄道などと共通の1,000 mm、いわゆる米軌であったとしている。
建設区間には、大型架橋3カ所、トンネル一カ所、さらに支線としてロガス炭坑線の建設があった。軌間は既設線にあわせた1メートルであったが、炭坑線の一部に軌間75センチの軽便鉄道を採用した。
オランダの建設したパダンからムアロまでの「既設線」の軌間は1,067 mmであり、岩崎の言う「既設線」が何をさすのかは不明だが、軌間は1メートルと明言し、そのために日本などから送られて来る貨車が改軌されたとも綴っている。やはりメートル軌で作られた泰麺鉄道では、日本やジャワから送られた機関車や貨車の改軌が行われた。
岩崎以外にも鉄道第九連隊第四大隊の小隊長だった有門功が『スマトラ記』で軌間は1メートル (m) と記述している。1969年に戦友会のまとめた『光と影』にも「本鉄道は、泰、馬来と同じ軌間1メートルで俗に「米軌」と呼びならされていた。」と書かれている。記憶違いを起こしたり、泰麺鉄道と混同した可能性も否定できないが、江澤はその可能性はかなり低いと結論する。
即席の枕木は朽ち果て、鉄路は撤去されて久しく、現地に軌間を検証できるものは残っていない。軌間は果たして1,000 mmだったのかそれとも1,067 mmだったのか、そして日本軍の建設目的は何だったのか。まだ日の目を見ていない史料の発掘が望まれる。

## 前史：日本軍侵攻以前の鉄道事情
現在のインドネシアを3世紀以上にわたり支配したオランダは1940年5月10日、ナチスドイツに侵略され、4日後に降伏、オランダ王室はイギリスに亡命する。蘭印政庁は本国が降伏したことをひた隠しにするが、現地のオランダ人の間に広がる動揺、当惑をは隠すことはできなかった。現地人の間では、これを350年にわたるオランダ支配を断ち切る絶好の機会と捉え、独立への動きが加速する。そうした空気のなかで、オランダを駆逐するために日本の介入を待望する機運もあった。オランダがナチスに降伏してから2年後の1942年3月9日、真珠湾攻撃からわずか3か月後、オランダの総督府が置かれたバタビア（現在のジャカルタ）が今村均将軍の率いる日本軍（第16軍）の手に落ち、蘭印提督チャルダ・ファン・スタルケンボルフ・スタックハウエル (Tjarda Van Stakenborg Stachower)、そして蘭印軍司令官のハイン・テル・ポールテン中将が西ジャワ州サバン県のカリジャティ (Kalijati) で降伏文書に署名した。350年にわたるオランダの支配が終わった場所として、カリジャティの名はインドネシア人の記憶の中に、今でもはっきりと刻まれており、降伏の儀式が行われた建物は博物館として保存されている。
日本軍に占領される前のスマトラにはオランダ植民政府の鉄道局 (Nederlandsche-Indische Staatsspoorwegen) の手でいくつかの鉄道路線が建設されていた。現在の西スマトラ州では港湾都市パダンから炭坑のあるサワルントまで158キロメートル (km) の路線の工事が1889年に始まり、1894年1月に全線が開通した（後にムアロまで延伸、全長177.5 km）。この鉄道は1869年にサワルント付近、オンビリン川上流で発見された石炭を掘り出し、インド洋に面したパダンの港（当時の名前はエマヘイブン）に運ぶために建設された。サワルントまではパダンの港から直線で57 kmだが、急勾配を乗り切るためその約3倍の距離の路線がアナイ川の渓谷を縫うように作られた。7つの橋をかけ、70 mと35 mのトンネルを掘る大工事だった。773 mの標高差、最大傾斜70パーミルの斜面を登るため、リッゲンバッハ式ラックレールが35 kmにわたり施設され、蒸気機関車も特注で出力の高いものが投入された。
なお、戦争中に日本軍が司令本部を置いた標高1,000 m、高原都市のブキティンギィ、そしてその先のパヤクンブへの路線は1896年9月に開通した。1924年までにその他の路線も建設され、新しいテルック・バユールの港まで路線が延び、パダン周辺には日本軍の侵攻以前、総延長300 km近い鉄道が営業していた。これらの路線のうち、2019年7月の時点で稼働中なのはパダンとパリアマンを結ぶ45 kmのみ（セメントを運ぶ貨物線、そして新設された空港延長線をのぞく）。ちなみにこれらの路線の軌間はすべて1,067 mmだ。

## 前史2：オランダ植民政府によるスマトラ横断鉄道建設のための調査、研究
日本軍がスマトラを侵略する1942年以前、当時の鉄道路線の東の終点であるムアロからさらに線路を東海岸のシア川の川港ペカンバルまで延長することをオランダが調査、検討したというのが定説になっている。オランダ人ジャーナリストのヘンク・ホビンガ (Henk Hovinga) などは日本軍はその計画をスマトラ占領後に何らかの形で入手し、建設に取りかかったと主張する。インドネシアのUNIKA（スギジャプラナタ・カトリック大学）の講師で鉄道史に詳しいジャージョノ・ロハールジョ (Tjahjono Rahardjo) も日本軍がオランダの計画を手に入れ、ほとんどそのまま踏襲したという意見だ。また、サワルントからムアロへの路線は、東海岸への路線の一部として作られたが、ムアロまでで中断していたという説もある。
ムアロからペカンバルまで、鉄道を含め、何らかの交通路建設に向けた調査、研究は1870年代からたびたび実施されたのは事実だ。ムアロから人跡未踏のジャングルに分け入り、東海岸へのルートを最初に探索したのは、オンビリンやサワルントの石炭鉱床を発見、開発したことで知られる地質学者、デ・グリーヴ (Ir.Willem Hendrik de Greeve) だと言われている。1871年に調査報告を出したが、翌1872年、調査中にクアンタン川の急流に飲まれ溺死した（彼の墓はクアンタン川のほとりに今でもひっそりと残っている）。
デ・グリーヴはムアロ＝ペカンバル鉄道を最初に提案した人物とも言われるが、長年にわたりこの鉄道を研究しているジェフリー・ファレル (Jeffery Farrell) によれば、デ・グリーヴの提案に基づくとされる1907年に出版された地図を見ると、鉄道の延長はせいぜいドゥリアン・ガダンまでで、そこからは積み荷は船に積み替え、インドラギリ川を下り、マラッカ海峡に出ることになっていた。
植民政府はデ・グリーヴの説く交通網の開発、特に石炭の輸送ルートの開発の必要性を認め、1873年に本国で鉄道建設の経験がある技師、クルイセナエル (JL Cluysenaer) らに鉄路建設の可能性についての探査を依頼した。クルイセナエルは1875年から3回に分け、報告書を出版した。しかし、彼の提言は膨大なコストが予想され、現実に移されることはなかった。
1890年代にはやはり鉱山技師のイジェルマン (Dr Jan Willem Ijzerman) が300 kmにわたる実地探査を行っている。これらの技師がやがて日本軍の手で建築される鉄道の原型を提案をしたといわれているが、それが具体的にどんな提案だったのか、それは未だに解明されていない。
鉄道の可能性が具体的に言及されるのは1906年になってからのことだ。ジェフリー・ファレルによれば、その提案をしたのは、タペイから奥へ、日本軍占領時代に第14捕虜収容所がおかれたあたりに採掘権を持っていたスイス生まれ、シンガポール在住の実業家、ブランチェリ (Hans Caspar Bluntschli) だ。彼はムアロから自分のヤマ近辺へ鉄道を60 km延長するよう植民政府に陳情し、その後、その路線をペカンバルまで延長するよう提案した。この実業家は日本軍の鉄道建設にもっと決定的な役割を果たしたとする研究者もいる。しかし、当時の植民政府の内部文書によれば、ブランチェリは信用のおける人物とは見られていなかったようだ。
その後、鉄路が再び注目されるのは1920年代になってからのことだ。植民政府から新たな調査を命じられたのはニヴェル (Ir. W.J.M. Nivel) で、実地測量のあと、1927年に詳細な報告書を発表した (Staatsspoorwegen no.19 tahun 1927)。しかし、難工事には膨大なコストが見込まれ、石炭の輸送だけで償却することがおぼつかず、平時においては特に東海岸への輸送を正当化する理由もなく、植民政府が躊躇するうち、世界経済は大恐慌に突入し、必要な投資を調達することもできず、横断鉄道計画はお蔵入りしてしまったと言われている。
日本軍はスマトラ侵略以前もしくは侵略以後にオランダの鉄道建設計画を入手し、それを踏襲したと信ずる研究者のひとりはヘンク・ホビンガだ。彼は著書の中で、オランダの路線計画を日本軍にもたらしたのは、戦時中、シンガポールの植物園の管理をしていた田中舘秀三の秘書をしていたブランチェリの娘だとする、やや荒唐無稽な説を展開する。ホビンガによると、ブランチェリと田中舘はスマトラで1942年6月16日に顔を合わせ、その時に鉄道計画が渡されたと言うが、そもそも、この日、田中舘はすでにスマトラにはいなかったというのが通説であり、ホビンガの説を裏付ける史料の提示が望まれる。
しかし、陸軍がスマトラ侵攻前から鉄道の建設を企図し、調査をしていたのは間違いないようで、戦後、第一復員局がまとめた『スマトラ軍政の概要』は「第二十五軍未だスマトラ移駐前既に計画し諸調査を遂げありたり」としている。ここで言う「諸調査」が一体どんなものだったのか。日本軍はオランダの計画をどこまで知っていたのか、それを具体的に裏付ける資料、証言は出ていない。
そもそも、この「オランダの鉄道計画」とはどんなものだったのか。本当に、ムアロ＝ペカンバル路線が企画されたのか。この辺りもまだ謎に包まれたままだ。
しかし、とどのつまり、ムアロとペカンバルという2点を鉄路で結ぶ、石炭を運ぶ鉄路を作ろうとする。山や川、谷、勾配など、地形の制約を考慮すれば、だれがやっても似たようなルートになるのではないかという研究者もいる。このあたりが実は真実なのかもしれない。

## 建設
オランダ領であったスマトラ島に日本軍が侵略を始めたのは1942年2月14日のことで、陸軍落下傘部隊によるパレンバンの急襲を皮切りに、陸海からの攻撃が始まった。ひと月後の3月13日には島内最大の都市、北部のメダン、そして17日には西海岸のパダンが陥落した。その月の末までに全島が制圧され、マレー半島と一括で陸軍第25軍（富兵団）の支配下に置かれた。
前出の増永元也軍政顧問に率いられた鉄道省技師6人が鉄道建設の可能性を探るため、スマトラを視察するのはそれから3か月後、6月のことだ。これが鉄道建設の具体的な始動とされている。その後、ルートが決定され、1942年暮れには約120名の国鉄職員などからなる特設鉄道隊（身分を保持したまま、軍属として派遣された）が編成され、シンガポールからペカンバルにわたり、1943年1月には測量が始った。測量は陸軍の鉄道連隊ではなく、運輸通信省の鉄道総局が行い、線路敷設以前の下部構造の工事も特設鉄道隊と民間の建設業者が中心になって行われた。
工事の全延長は渓谷地区の約70 kmと平坦地区の約150 kmに大別される。主要工事は渓谷地区の岩石土工約150 m3と橋梁1カ所、平坦地区の主要橋梁3カ所、ジャングル湿地帯の築堤約35 kmの工事であった。渓谷地区を6工区、平坦地区を5工区に分ち、すべて請け負い工事とした。業者は工事事務所の付属要員として編成され、西松、間、大林、鹿島、大成の5社と後に現地業者錦成組が加えられた。
このように、軍は最初から直接手を下してはいなかったが、1944年1月の建設工事着工からは正面に出てくる。4月16日、総勢1,200から1,300名からなる中部スマトラ横断鉄道建設隊が編成された。クラ地峡横断鉄道、泰麺鉄道でタイ側からの工事を担当した鉄道第九連隊第四大隊（第7中隊、第8中隊、材料廠、約600人）を軸に、特設鉄道隊、民間建設業者がそれに加わる体制だった。隊長は戦後メダン法廷で死刑を求刑され、無期懲役の判決を受けた鋤柄政治大佐。それから約ひと月後の5月初旬、鉄道第八連隊第一大隊がペカンバルに到着、7月末にフィリピンに移動するまで約3か月間工事に加わった。もう一方の起点であるムアロ側からの工事は鉄道第九連隊第四大隊の第7中隊が1944年7月下旬から開始した（ノイマンはムアロ側からの工事開始を翌年45年の3月7日と記録している）。ペカンバル側からの線路とムアロ側からの線路が連結し、全線が開通するのは1945年8月15日、ペカンバルから178 km、ムアロから42 kmの地点、タルサンチキとパダンラップの間でのことだった。
ジャングルの伐採、路盤の構築など下部構造の工事から線路の敷設まで、実際の建設作業を担ったのはジャワ島やスマトラなどから動員されたロームシャ（あるいは義勇軍、勤労奉仕隊、兵補）と呼ばれる現地人奴隷とオランダ、イギリス、オーストラリア、アメリカ、ニュージーランドなど連合国軍の捕虜だった。
工事用の機械はほとんどなく、鉄道は典型的な人海戦術で建設されたのだが、その中心は名称はどうあれ、現地人の事実上の奴隷たちだった。一体どれだけの奴隷が食料も医療も満足に与えられることなく、劣悪な環境の中で酷使され、命を失ったのか。正確な数はわからないが、江澤は様々な史料から少なくとも25万人の現地人奴隷が使役され、そのうち15万人が工事中に死亡したと推定する。終戦時、生存が確認された現地人はわずか16,000人だけだったという報告もある。地獄のような惨状を生き永らえても、戦後、独立戦争のどさくさで、無事故郷に帰り着いた者はどれほどいたのだろうか。
連合国軍捕虜が工事に投入されるのは、現地人奴隷の確保が難しくなる1944年からのことで、5月19日に第一陣が到着して以降、終戦までに約6,600人が鉄道建設に投入され、このうち、判明しているだけで703人が死亡した。犠牲者の大半はオランダ人だが、中には1名のニュージーランド人、1名のノルウェイ人、そして3名のアメリカ人も含まれている。このほか、ジャワからスマトラに送られる途中、輸送船が沈められ、命を落とした捕虜もいた。1944年9月18日、捕虜2,200人とジャワ人4,320人、計6,520人を乗せた順陽丸はパダンに向かう途中、インド洋で英軍の潜水艦、トレードウィンドの攻撃を受け沈没、計5,620人（うち連合軍捕虜、1,520人）が死亡した。命からがらこの事故を生き延び、鉄道工事現場に送られた680人ほどの捕虜のうち、終戦まで生き延び、救出されたのはわずか100人たらずだった。
その大惨事から3か月前には、メダンから捕虜を移送中の治菊丸（はるぎくまる：ファン・ワルワイク号を改称）が英潜水艦、トラキュレントの攻撃を受け沈没、ペカンバルに移送されるはずだった720人ほどの捕虜のうち、200人近くが犠牲になった。生き残った捕虜たちは負傷者が多かったため、スマトラ横断鉄道行きを免れ、日本など別な場所へ移送された。
鉄道工事に動員された連合軍捕虜のほとんどはジャワで降伏したオランダ軍人だったが、イギリス（約1,000人）、オーストラリア、アメリカ、ニュージーランド、ノルウェイからの捕虜もいた。捕虜は鉄道沿線の下記に作られた18の収容所に入れられ、使役された。
| 収容所 | 名前                                                                              | 場所                                                | 場所                                |
| ------ | --------------------------------------------------------------------------------- | --------------------------------------------------- | ----------------------------------- |
| 1      | ペカンバル Pekanbaru                                                              | ペカンバル市 Kota Pekanbaru                         | リアウ州 Provinsi Riau              |
| 2      | タンケラン Tangkerang                                                             | ペカンバル市 Kota Pekanbaru                         | リアウ州 Provinsi Riau              |
| 2A     | シンパン・ティガ Simpang Tiga                                                     | ペカンバル市 Kota Pekanbaru                         | リアウ州 Provinsi Riau              |
| 3A     | クバン Kubang                                                                     | カンパル県 Kabupaten Kampar                         | リアウ州 Provinsi Riau              |
| 3      | テラタ・ブル（カンプン・ペタス） Teratak Buluh (Kampung Petas)                    | カンパル県 Kabupaten Kampar                         | リアウ州 Provinsi Riau              |
| 4      | テラタ・ブル（右カンパル川南岸） Teratak Buluh (Tepi Selatan Sungai Kampar Kanan) | カンパル県 Kabupaten Kampar                         | リアウ州 Provinsi Riau              |
| 5      | ルブ・サカ Lubuk Sakat                                                            | カンパル県 Kabupaten Kampar                         | リアウ州 Provinsi Riau              |
| 6      | スンガイ・パガル Sungai Pagar                                                     | カンパル県 Kabupaten Kampar                         | リアウ州 Provinsi Riau              |
| 7A     | リパ・カイン（左カンパル川北岸） Lipat Kain (Tepi Utara Sungai Kampar Kiri)       | カンパル県 Kabupaten Kampar                         | リアウ州 Provinsi Riau              |
| 7      | リパ・カイン（左カンパル川南岸） Lipat Kain (Tepi Selatan Sungai Kampar Kiri)     | カンパル県 Kabupaten Kampar                         | リアウ州 Provinsi Riau              |
| 8      | コト・バル Koto Baru                                                              | クアンタン・シンギンギ県 Kabupaten Kuantan Singingi | リアウ州 Provinsi Riau              |
| 14A    | ペタイ Petai                                                                      | クアンタン・シンギンギ県 Kabupaten Kuantan Singingi | リアウ州 Provinsi Riau              |
| 14     | タピ炭鉱 Tambang Batu Bara Tapi                                                   | クアンタン・シンギンギ県 Kabupaten Kuantan Singingi | リアウ州 Provinsi Riau              |
| 9      | ロガス Logas                                                                      | クアンタン・シンギンギ県 Kabupaten Kuantan Singingi | リアウ州 Provinsi Riau              |
| 10     | ルブ・アンバチャン（コト・コンブ） Lubuk Ambacang (Koto Kombu)                    | クアンタン・シンギンギ県 Kabupaten Kuantan Singingi | リアウ州 Provinsi Riau              |
| 11     | パダン・タロ Padang Tarok                                                         | シジュンジュン県 Kabupaten Sijunjung                | 西スマトラ州 Provinsi Sumatra Barat |
| 12     | シロケ Silokek                                                                    | シジュンジュン県 Kabupaten Sijunjung                | 西スマトラ州 Provinsi Sumatra Barat |
| 13     | ムアロ Muaro                                                                      | シジュンジュン県 Kabupaten Sijunjung                | 西スマトラ州 Provinsi Sumatra Barat |

捕虜の犠牲者は収容所別に所属、年齢、死亡した日、そして再埋葬先などの詳細とともにリスト化されている。
捕虜とロームシャの比率は、泰麺鉄道の現場では1:6.7（6万人対40万人）だったが、スマトラ横断鉄道では1:38（6,600人対25万人）と、現地人奴隷の数が圧倒的に多かった。泰麺鉄道に比べこの鉄道が「国際的に認知」されていないのは日本軍の虐待を受けた捕虜が泰麺鉄道に比べ相対的にすくなかったからで、戦後の戦犯裁判でスマトラ横断鉄道関係者への追求が比較的「穏やかだった」のもこれが一因だとされる。

## 機関車
この鉄道の建設時、戦局は傾き、資材は払底しており、あったとしても輸送はままならず、とにかく手に入るものでなんとかやりくりするしかなかった。線路は、ジャワ島中部や北スマトラの鉄道から引きはがして運んだものが使われた。元捕虜のオランダ人、ノイマンは日本軍はマレー半島からも線路や機関車を持ち込んだと書いているが、ほかの史料では裏付けられていない。枕木は現場付近で木を切り、加工した。この枕木製作に使ったと思われるコンクリート製のピットがいくつか、今でも沿線に残っている。リパ・カインに展示される機関車の残骸の近くにもひとつある。
機関車は主にジャワ島で使用中だったものが分解され、連合国の攻撃をかいくぐり、船でペカンバルに搬入され、そこで組み立てられた（軌間が1,000 mmだった場合、組み立てる際に機関車の改軌もそこで同時に行われたと思われる）。下記は材料廠の工場で実際に作業に携わった岩崎健児大尉（筆名は岩井健）の証言。
昭和20年に入るとパカンバル港の桟橋には、北スマトラのメダンから送り出された、きゃしゃな軽便鉄道用のレールが連日のように陸揚げされた。（略）本線用の機関車が、分解された姿でジャワから続々とパカンバル港に陸揚げされ、それに輪をかけるように、1メートル軌間に改軌された日本の無蓋貨車が、パカンバル港に到着した。それらは第8中隊の手によってわれわれの工場に搬入された。機関車の組み立ては、ジャワ島中南部のジョクジャカルタ鉄道工場から派遣されてきた現地人技能者20名ほどと、彼らを指導する鉄道省浜松鉄道工場から徴用された秋本軍属ほか2名が行った。
鉄道の全容と同じく、実際、どんな機関車が何台、どこから持ち込まれ使われたのか、わかっていない。本線では20台以上の機関車が持ち込まれたと言われているが、下記は判明しているもの。
C54型
鉄道があったことを伝える数少ない遺跡のひとつが赤道直下、リパ・カインの町から「日本の機関車通り」を入ったところに保存される錆び付いたC54型機関車の残骸だ。これは、たぶん、ジャワの私鉄、Semarang-Cheribon Stoomtram Maatschappij (SCS)から持ち込まれたC54型機関車4台のうちの1台で本線で使われた。ドイツのハルトマン社、イギリスのベイヤー・ピーコック社で計19両が製造され、1922年にジャワに輸入された。
この機関車について書かれたインドネシア国鉄(KAI)のホームページは、この機関車は平地の高速走行が得意であり、曲がりくねり、基盤が万全ではない路線で使うには全く不向きであり、日本人は何を考えていたんだろうと首をひねる。たぶん、日本軍は、あれこれ選べるような状況にはなく、手に入るものなら何でも使ったのだろう。
C33型
植民政府の鉄道局Staats Spoorwegen Sumatra (SSS) が西スマトラ線区での使用目的で1891年から1904年にかけドイツのエスリンゲン社に発注、パダンやソロに23台が配備された。ペカンバルの「労働者英雄公園」に、この型の機関車が展示されているが (C3322)、これは本線で実際に使われたものではなく、展示目的で1970年代にパダンから移動したもの。パダンのハル通り駅の駅前にも（C3325）が展示されている。これらの機関車は戦後、1978年まで現役で使用された。ジャカルタのタマンミニにもCC3318が静態展示されている。
C30型
1929年から30年にかけドイツのボルジッヒ、ホーエンツォレルン、ハノマーク社、オランダのウェークスポール社で製造された機関車で、戦前から西スマトラや南スマトラでも使われていた。インドネシアの鉄道史に詳しいヤン・デ・ブルーイン (Jan de Bruin) の『Het Indische Spoor in oorlogstijd』によれば、本線ではジャワから持ち込まれたこの型の機関車が少なくとも3台使われた。シロカ村に静態保存されている錆び付いたC30型機関車は本線で使われた1台だと言われている。日本の占領中、やはりジャワから同型の機関車がカンボジアに4台、「インドシナ」に7台送られたという記録がある。同型の機関車は1970年代まで現役で使用され、そのうちの1台、C3065は80年代まで使われ、現在はジャカルタのタマンミニに展示されている。南スマトラのルブックリンガウにもう1台 (C3082) が静態保存されている。
このほか、やはりジャワから持ち込まれた1902年、ドイツのハルトマン社（またはハノーマーク社）で製造されたB51型も使われた。
DSM
メダンの私鉄Deli Spoorweg Maatschappij (DSM) からはハノマーク社製の機関車が少なくとも2台持ち込まれ本線で使用された。これらの機関車は単にDSM60、DSM66と表記された。戦争捕虜で鉄道建設に使役されたノイマンの著書の表紙にはこの機関車の写真が使われ、「ハノマーク製S-181」と表記されている。同じ著書の中では、これよりも小ぶりなB-1型が3台、本線で使われたという記述があるが、それがどの機関車に相当するのかは不明。
このほか、DSMからはホーエンツォレルン社製のDSM7、炭坑支線で使われたクラウス社製の小型機関車DSM30、そしてDSM P Brayan製のDSM56が持ち込まれた。
これらのほかにも機関車が持ち込まれたと思われるが、全貌はまだ解明されていない。
佐官待遇の軍属として鉄道工事に加わった国鉄技師の河合秀夫は戦後出版した著作の中で、ジャワから送られてきた機関車の中に「B六」を見つけ、「……嬉しさの余り、B六を私自身で運転して既成線路の部分を走らせたりしたものだ」と述懐している。河合は東京大学工学部を卒業後、鉄道省に入り、復員後は国鉄に復帰、退職時には常務理事まで勤め上げた人物であり、記憶違いをする可能性や機関車の型を間違える可能性はかなり低いのではないかと思われるが、「B六」がジャワやスマトラに運ばれたという記録はこれまでのところ見つかっていない。河合の運転した機関車は果たして「B六」だったのかどうか。

## 炭坑への支線
本線のペタイから分岐し、シンギンギ川を超え、タプイ川に沿うように支線（ロガス支線、炭坑線などと呼ばれた）が作られた。ペカンバル在住のニュージーランド人、ジェイミー・ファレル (Jamie Farrell) の手で、この支線の詳細なルートとメカニズムはほとんど明らかになっている。ファレルは仕事の合間を縫っては現地をくまなく踏査し、本線のルート、18の捕虜収容所についても詳細に位置を割り出している。
第14A収容所があった場所はすっかりアブラヤシが茂るが、機関車の待機線と思われる跡が残り、ここに「駅」があったことが想像できる。また、敷地内には発電所の跡もあり、ここで電気を使う作業が行われ、たぶん、夜を徹した作業も行われたのではないか。石炭を製鉄用のコークスにする炉もここにあったのかもしれない。
そこから川を渡ると、すぐに急斜面が立ちはだかる。鉄道ではとても無理な傾斜だ。ここが、たぶん、岩崎が下記で言う「タブイ駅落差地点」ではないだろうか。斜面の下に待ち受ける貨車に上から石炭を落としたのだろう。
コークスを運び出すためには、まず軽便鉄道で搬出し、途中のタブイ駅落差地点で、下で待つ重列車の無蓋貨車に、斜面のシュートから一挙に落下させる構想である。
斜面の上からは狭軌の線路が炭坑（サパール炭坑、カル炭坑とも呼ばれる）まで走っていた。たぶん、ここでは、北スマトラのメダン近辺から持ち込まれた小型の機関車、クラウス社製のDSM30が使われた。しかし、たとえ小型にしても、重量のある機関車をどうやって斜面の上まであげたのか、それもわかっていない。ファレルはスイッチバックで機関車を坂の上にあげたのだろうと想像する。なお、この炭坑線について、オランダや英語圏、インドネシアでは軌間が700 mmだったと信じられているが、岩崎は750 mmだったと書いている。
炭坑線で留意しておかなければならないことは、この支線は本線の開通より早く、1944年末までに完成、翌年初頭から掘り出した石炭の鉄道輸送が始まったことだ。炭坑への支線の建設が本線の貫通よりも優先されたのだ。このことからも、この鉄道が何のために作られたのか、その目的が透けて見える。特設鉄道隊副隊長を務めた国鉄職員、軍属の奈須川丈夫はこの間の事情を次のように記録している。
パカンバル、コタバル間の約100キロと炭坑支線を早期完成し、炭坑で生産されたコークスを昭南に送り込むよう内命を受けていたので此の間の施工に尽力し、昭和19年末までに完了、試運転の結果昭和20年早々、ロガス炭坑で生産されたコークスを昭南に向けパカンバル港より発送した。
戦局の推移に伴い、制空権・制海権の喪失でスマトラ横断鉄道にもより安全な代替輸送手段としての役割が新たに与えられたことは間違いないが、この鉄道の本来の目的である石炭のマレー半島への輸送を急げという命令が出ていたのだ。その命令の意図するところは、製鉄所を立ち上げ、すでに内地からの輸送が困難になり補給がおぼつかなくなった兵器や船舶の現地生産を開始し、「自給自戦」の体制を作り上げろということなのではないか。
こうしてこの路線建設の目的である石炭輸送は始まり、にわか作りの線路で列車は毎日のように脱線を繰り返したが、とにもかくにも1日50トン程度の石炭がペカンバルに運ばれ、そこから船でマレー半島に運ぶルートは出来上がった。しかし、比較的安全と思われたマラッカ海峡も連合軍に制空権・制海権を奪われ、シンガポールへの輸送船に事欠き、ペカンバルには石炭の山がいくつも並ぶ有様だった。第25軍の本部が置かれたブキティンギの憲兵分隊長の河野誠の回想。
すでに埠頭には大きな暁桟橋、その下流に巨大な石炭桟橋も完成し、待望の鉄道も開通し、続々ロガス炭坑の無煙炭が運ばれ、石炭の山がいくつも出来ている。パカンバル駅も出来て、貨客の輸送は大幅に増大した。
これほど優先的に建設した炭坑支線だったが、敗戦後、日本軍はいちはやく炭坑を見捨て、この炭坑支線から撤退したようだ。捕虜解放の使命を帯びて収容所を訪ねて回ったジェイコブズ少佐は第14、第14A収容所を訪問した時のことを、次のように書いている。
此処には、かつてジャングル鉄道で働いていた分遣隊の残りのオランダ人捕虜が数百人いると聞いていた。行ってみてわかったことだが、この人たちは外の世界から完全に切りはなされていて、戦争が終わったことさえ知らなかった。ジャングルの中に取り残されて、彼らは想像を絶した原始的な暮らしをしていた。多くの者は生き続けるために木の皮や草の根を食べることをおぼえた。
ジェイコブズらに同行した日本軍将校のヨシダもまともに直視できないような惨状だった。

## 1945年8月15日以降
大日本帝国がその将兵、臣民と交戦国に告げ降伏を宣言した1945年8月15日に貫通した線路は、その後もしばらくは捕虜や民間人の輸送、機材の搬送などに運転された。旧鉄道隊員の運転する最終列車が走ったのは1946年3月26日のことで、ムアロを出発しペカンバルに向かったと言われている。このあと、鉄道は独立闘争の混乱の中で使用されることなく放置され、レールその他は順次撤去され、現在、ジャングルの中に鉄道がかつて存在したことを伝えるものはいくつかのモニュメント、遺構、錆びた犬釘などをのぞき、ほとんど残っていない。物理的な存在もそうだが、この鉄道の存在が歴史的事実として、記憶のなかに共有されているとは言いがたい。現地スマトラでも戦争中に多数の同胞の血と汗で作られた鉄道を知る人はほとんどいない。要因として、虐待の噂によりスマトラ島でじきに労務者が集まらなくなり、また労務者の逃亡防止の意味もあって、地元と言語の異なる者を隣のジャワ島から連れてきて働かせ多くが酷使により死亡あるいは戦後に多くの者が帰還したことや、同島住民にとって太平洋戦争後のオランダからの独立戦争こそが自身らの本格的戦争でその記憶が上書きされたことなどが考えられる。
日本でもこの鉄道を知る人はまれだ。終戦直後に責任の追及、戦勝国による報復を恐れ、膨大な数の公文書が消却されてしまったので、鉄道の全貌はわかりにくくなってしまった。2018年に出版された江澤の著作は鉄道の全体像に迫るはじめての試みだが、その中で、著者はこの鉄道計画が日本人の意識から抜け落ちてしまった主因をこう分析する。
多くの犠牲者を出したスマトラ横断鉄道に関して戦後72年が経ってもその詳細が明らかになっていないのは、本来責任を取るべき日本国、軍、国鉄、建設会社などが責任を回避して意図的に沈黙してきたことも大きな要因である。戦争責任、戦後責任の認識を政府はじめ組織・団体、関係者の多くが持ち合わせていないのである。ほとんどの日本人はスマトラ横断鉄道という存在すら知らず、そのような意識の上での「周縁化」によってスマトラ横断鉄道建設問題は埋もれてしまったと言える。
この鉄道の建設に関して責任を問われた日本人もいた。オランダが1947年2月から49年の3月までメダンで開いたBC級戦争裁判では7件、24人がスマトラ横断鉄道に関して起訴された。
1件目ではスマトラを支配した第25軍司令部そのものが犯罪団体に認定され、その司令官田辺盛武中将をはじめ、参謀長谷荻那華雄少将、経理部長山本省三主計少将、軍医部長深谷鉄夫医大佐に死刑判決がくだされた。
2件目は「中部スマトラ横断鉄道建設隊」の犯した捕虜虐待が問われ、初代隊長の鋤柄政治大佐に終身刑（求刑死刑）、二代目の隊長、重松徹大佐には禁固15年が求刑されたが8年に減刑された。
3、4件目は医療責任者の罪が問われ、タロック病院の院長だった楠本健二には死刑が求刑されたが禁固15年に、シンパンティガ病院長の向林喬には6年が求刑されたが4年にそれぞれ減刑された。
5件目はスマトラも管轄下にあった馬来俘虜収容所の責任が問われ、第一分所の二代目所長、宮崎良平大尉に死刑判決、宮崎の部下の土井勇中尉は終身刑（求刑死刑）に、同じく永井進中尉は8年、収容所の軍医、石井温義医中尉には5年が求刑されたが4年に減刑された。
6件目は宮崎の前任者、坂野博暉中佐の責任が問われた。禁固4年が求刑されたが2年の判決。坂野は泰麺鉄道に関し、イギリスがシンガポールで開廷した裁判でも4年の判決を受けた。
7件目は5件目に関連し、日本軍の手足となり捕虜の虐待に加担した朝鮮人軍属12人が起訴された。梁月星、求刑禁固15年が14年に、崔大椿、15年が12年に、金遺直、求刑通りの12年、李永吉12年が10年に、呉炳祚、10年が7年、朴潜鎮、8年が10年に、朴観眞は求刑通りの8年、廬在明、6年が8年に、李長男、求刑通り6年、金景淳、6年が5年、金在俊、求刑通り禁固5年がそれぞれ言い渡された。
同じメダン法廷ではもう一件、スマトラ横断鉄道関連で11人の朝鮮人軍属の責任が問われた。いわゆる「メダン付近マライ俘虜収容所虐待事件」だ。11人は44年3月、メダン近郊の収容所から捕虜500人をブランケジェレン〜タケンゴンの道路作り、そのあと横断鉄道建設現場に連行し使役、虐待した罪に問われた。尹東鉉、求刑通り20年、李善根は15年が12年に、鄭福植、8年が10年、金教臣は求刑8年が7年、廬鍾石は求刑通り8年、李桓庸は10年が9年、李義庶は4年が5年、金猛石、10年が6年、柳夏渕は求刑通り5年、顧泰元、8年が7年、姜大逑は求刑10年が7年の判決を受けた。
メダン法廷以外にもシンガポールのイギリス管轄BC級戦争裁判で朝鮮人軍属の張水業（小林寅雄）が絞首刑に処せられた。シンガポールのイギリス管轄法廷では泰緬における戦争犯罪が問われたためか、張の裁かれたいわゆる「蜂須賀事件」は泰緬関係として混同されがちだが、蜂須賀邦彦らの被告が問われたのはキンサイヨークに43年5月に開設され（9月カンチャナブリに移動、12月閉鎖）、3千人の捕虜を収容し、鉄9第4大隊に配属した馬来俘虜収容所第4分所（いわゆる蜂須賀分所）での行いではない。蜂須賀ら24人は南部スマトラにあった馬来俘虜収容所第2分所における捕虜の虐待の責任が問われた。張についてはペカンバル（馬1）における虐待が付け加えられていた。張は44年6月、207人の捕虜をパレンバンからシンガポール経由でペカンバルに移送した時、それに同行し、その後も横断鉄道の現場に残り、捕虜の監視にあたった。
スマトラ横断鉄道関連で合計24人の朝鮮人軍属が戦争犯罪に問われ、そのうち一人が絞首刑、10年以上の刑を受けたのが7人、そのうちの一人は20年の判決を受けた。江澤は日本の占領地から徴用された朝鮮人軍属が戦争裁判で不当に重い判決を受けた構造を次のように指摘する。
捕虜監視の仕事に就いた朝鮮人軍属は俘虜収容所において捕虜と直接対峙したため、捕虜から見れば朝鮮人軍属が虐待の張本人であり、憎悪の対象は朝鮮人に向くこととなった。その結果スマトラ横断鉄道や泰麺鉄道建設に関しては少なからぬ朝鮮人軍属が有罪になるなど、建設現場にいた下位の者が厳しく処断されるという不条理な判決が言い渡されている。
このほか、スマトラ横断鉄道建設にも関わった弘田栄治中尉は、泰麺鉄道建設における捕虜虐待の罪を問われ、オーストラリア裁判で刑死した。

## 他の島
連合国軍の潜水艦・航空機等による通商破壊戦によりスマトラ島とジャワ島の海上輸送が困難になり、ジャワ島では石炭等の物資不足となり、同島内の石炭開発が計画された。バヤ地方の炭鉱が開発され、同地とサケティという町を結ぶ全長150キロの鉄道がジャワ島においても建設された。ジャワ全島から最盛時には2万3千人の労務者が鉄道建設に動員され、1944年4月に完成した。バヤは瘴癘の地でインドネシア側資料によれば疫病などにより1万人を超える犠牲者が出たという。しかし、埋蔵量は少なく、石炭品質も粗悪であった。戦後もしばらくは細々と利用されたものの、1948年オランダ軍によって閉鎖された。